# Toplik (Macedonia Północna)
Toplik (mac. Топлиќ) – opuszczona wieś w gminie miejskiej Sztip w środkowej Macedonii Północnej.

## Demografia
Według spisu ludności z 2002 we wsi Toplik mieszkało 0 mieszkańców.